# Кордье, Никола
Никола Кордье, Никколо Кордиери да Лорена (фр. Nicolas Cordier, итал. Niccolò Cordieri da Lorena; 1567, Сен-Миель — 1612, Рим) — французский скульптор, работавший в Италии, резчик по дереву и реставратор античных статуй. Представитель позднего маньеризма, известный также как «Иль Франчозино» итал. il Franciosino — «Французик»).

## Биография
Никола Кордье родился в Сен-Миель (Saint-Mihiel), недалеко от Нанси, департамент Мёз в Гранд-Эст, (ранее Лотарингия), северо-восточная Франция, отсюда его итальянское прозвание «да Лорена» (лотарингец). Вероятно, там же учился основам обработки мрамора и дерева. Совсем молодым, около 1593 года, он переехал в Рим и работал в этом городе до самой смерти, наступившей в возрасте около сорока пяти лет.
Н. Кордье руководил большой скульптурной мастерской в Риме, расположенной на Виа де Понтефичи. В 1607 году женился на Клерии Кварта, дочери архитектора Муцио Кварта и крестнице архитектора Доменико Фонтана. Среди покровителей и заказчиков скульптора были папы Климент VIII и Павел V, а также кардиналы Чезаре Баронио, Паоло Эмилио Сфондрати, Пьетро Альдобрандини, племянник Климента VIII, Александр Медичи (будущий Лев XI), Маффео Барберини (будущий Урбан VIII), Шипионе Боргезе, племянник Павла V.
Его первой известной работой в Риме по случаю обновления трансепта базилики Сан-Джованни-ин-Латерано была статуя ангела, помещённая слева от алтаря. После смерти понтифика Климента VIII в 1605 году и короткого правления его преемника Льва XI Кордье в мае 1605 года стал придворным скульптором папы Павла V.
В 1611 году Н. Кордье для кардинала Шипионе Боргезе реставрировал недавно найденную античную скульптуру «Гладиатора», или «Боргезского борца». Кардинал Боргезе поручил скульптору восстановить античную группу «Трёх Граций» и доверил ему изготовление многих скульптур из фрагментов других статуй античности. С 1604 года Никола Кордье был членом римской Академии Святого Луки, несколько позднее был избран в Папскую Академию виртуозов Пантеона (Congregazione dei Virtuosi del Panteone).
Страдая от переутомления и болезней, Никола Кордье умер в 1612 году в Риме, в своём доме в приходе Сант-Андреа-делле-Фратте. Похоронен в Риме в церкви Сантиссима-Тринита-дей-Монти.

## Основные произведения в Риме и Римини
- Статуи Луизы Дати и Сильвестро Альдобрандини (родителей Климента VIII) в Капелле Альдобрандини базилики Санта-Мария-сопра-Минерва
- Там же: статуи Святого Себастьяна и «Милосердия»
- Рельефы гробницы Папы Пия V в базилике Санта-Мария-Маджоре
- Статуя «Цыганка». Галерея Боргезе
- Бюст Святого Петра. Базилика Сан-Себастьяно-фуори-ле-Мура
- Статуя французского короля Генриха IV в базилике Сан-Джованни-ин-Латерано. Повторение в Шарантон-ле-Пон (пригород Парижа)
- Статуя Святой Сильвии. Ораторио Санта-Сильвия в церкви Сан-Грегорио-Маньо-аль-Челио
- Статуя Святого Григория. Ораторио Санта-Барбара (Святой Варвары) в церкви Сан-Грегорио-Маньо-аль-Челио
- Статуя папы Павла V. Пьяцца Кавур, Римини

## Галерея
- Tри Грации (Грации Боргезе). 1609 (реставрация). Мрамор. Лувр, Париж
- Мавр Боргезе. 1611—1612. Алебастр, лазурит, известняк, кальцит. Лувр, Париж
- Цыганка (Цингарелла). Ок. 1608. Мрамор, бронза. Галерея Боргезе, Рим
- Памятник Павлу V. 1611—1613. Бронза. Пьяцца Кавур, Римини
- Статуя короля Генриха IV. 1608. Шарантон-ле-Пон
- Давид. Мрамор. Капелла Боргезе базилики Санта-Мария-Маджоре
- Aaрон. Мрамор. Капелла Боргезе базилики Санта-Мария-Маджоре